# Praska Wiosna
Praska Wiosna (cz. Pražské jaro, słow. Pražská jar) – okres politycznej liberalizacji w Czechosłowacji w roku 1968, trwającej od 5 stycznia do momentu, gdy ZSRR i inni członkowie Układu Warszawskiego (PRL, Węgierska Republika Ludowa, NRD i Ludowa Republika Bułgarii) dokonali inwazji w nocy z 20 na 21 sierpnia tego roku.

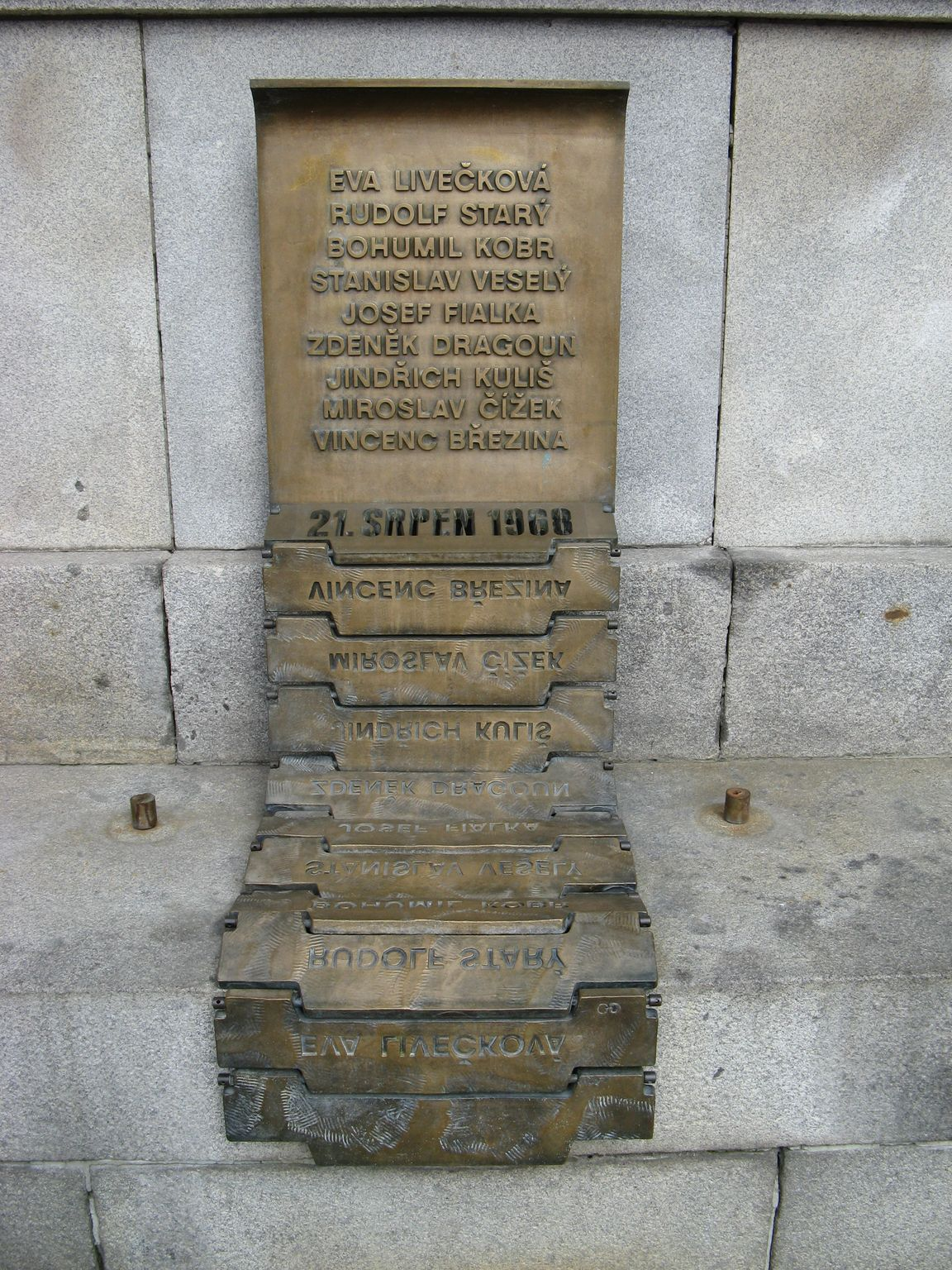
Pomnik ofiar inwazji na ratuszu w Libercu

## Sytuacja społeczno-polityczna w Czechosłowacji przed 1968
Od śmierci Klementa Gottwalda w 1953 r. pierwszym sekretarzem Komunistycznej Partii Czechosłowacji był Antonín Novotný, który w 1957 r. objął też urząd prezydenta kraju. W przeciwieństwie do Polski, po referacie Nikity Chruszczowa w 1956 r. w Czechosłowacji nie było wyraźnego okresu odwilży, destalinizacja przebiegała wolno, w KPCz dominowali starzy działacze.

### Pierwsze nawoływania do reform
W latach 60. zaczęły jednak stopniowo narastać głosy krytyczne wobec Novotnego i kierownictwa, nawet w obrębie rządzącej partii komunistycznej. Ich powodem był przede wszystkim kryzys społeczny i gospodarczy, który coraz bardziej ogarniał Czechosłowację na skutek zniszczenia gospodarki rynkowej po 1948 r. Grupy te, nawołujące do zastąpienia centralnego planowania „socjalistyczną gospodarką rynkową”, w partii komunistycznej skupiały się wokół Oty Šika, członka KC i kierownika Instytutu Gospodarki przy Praskiej Akademii Nauk. Na Słowacji dochodziły do tego napięcia na tle narodowościowym, spowodowane centralistyczną polityką Novotnego i zawężaniem uprawnień organów słowackich. Wśród słowackich komunistów dużą popularnością cieszył się Gustáv Husák, który w latach 50., podobnie jak Władysław Gomułka, był oskarżony o odchylenie prawicowo-nacjonalistyczne i więziony.
Ideologia komunistyczna coraz bardziej nie przystawała też do zmian społecznych – bujnego rozwoju życia kulturalnego, zwłaszcza nowego kina czeskiego i importowanych z Zachodu nowych prądów w kulturze młodzieżowej (muzyki bigbitowej, ruchu hippisowskiego itp.).

### Opozycja w środowisku literackim
W coraz większej opozycji do rządu byli pisarze. Już na początku lat 60. na kongresie pisarzy wezwano do uznania znaczenia twórczości Franza Kafki, do tej pory wyklętego przez ideologów komunistycznych. Tubą nowych prądów stało się czasopismo literackie Literární Noviny o dużym jak na Czechosłowację nakładzie 140.000 egzemplarzy, którego trzej delegaci na IV zjeździe Związku Pisarzy Czechosłowackich w czerwcu 1967 r. skrytykowali nie tylko osobę Novotnego, ale cały okres 20 lat od przejęcia władzy przez komunistów. Novotný zareagował poleceniem wyrzucenia wymienionych trzech redaktorów z partii i poddania czasopisma pod nadzór Ministra Kultury, nie doprowadziło to jednak do uspokojenia nastrojów wśród inteligencji i studentów.
Kolejnym polem konfrontacji stały się stłumione przez milicję demonstracje studentów z akademików dzielnicy Pragi Strahova dnia 31 października 1967 r., którzy żądali poprawy warunków zakwaterowania. Brutalność milicji wywołała falę krytyki w społeczeństwie, a kiedy Novotný zwrócił się do Moskwy, ta dała mu do zrozumienia, że nie może liczyć na pomoc, lecz musi sam uporać się z problemami.

## Praska Wiosna

### Objęcie władzy przez Dubčeka

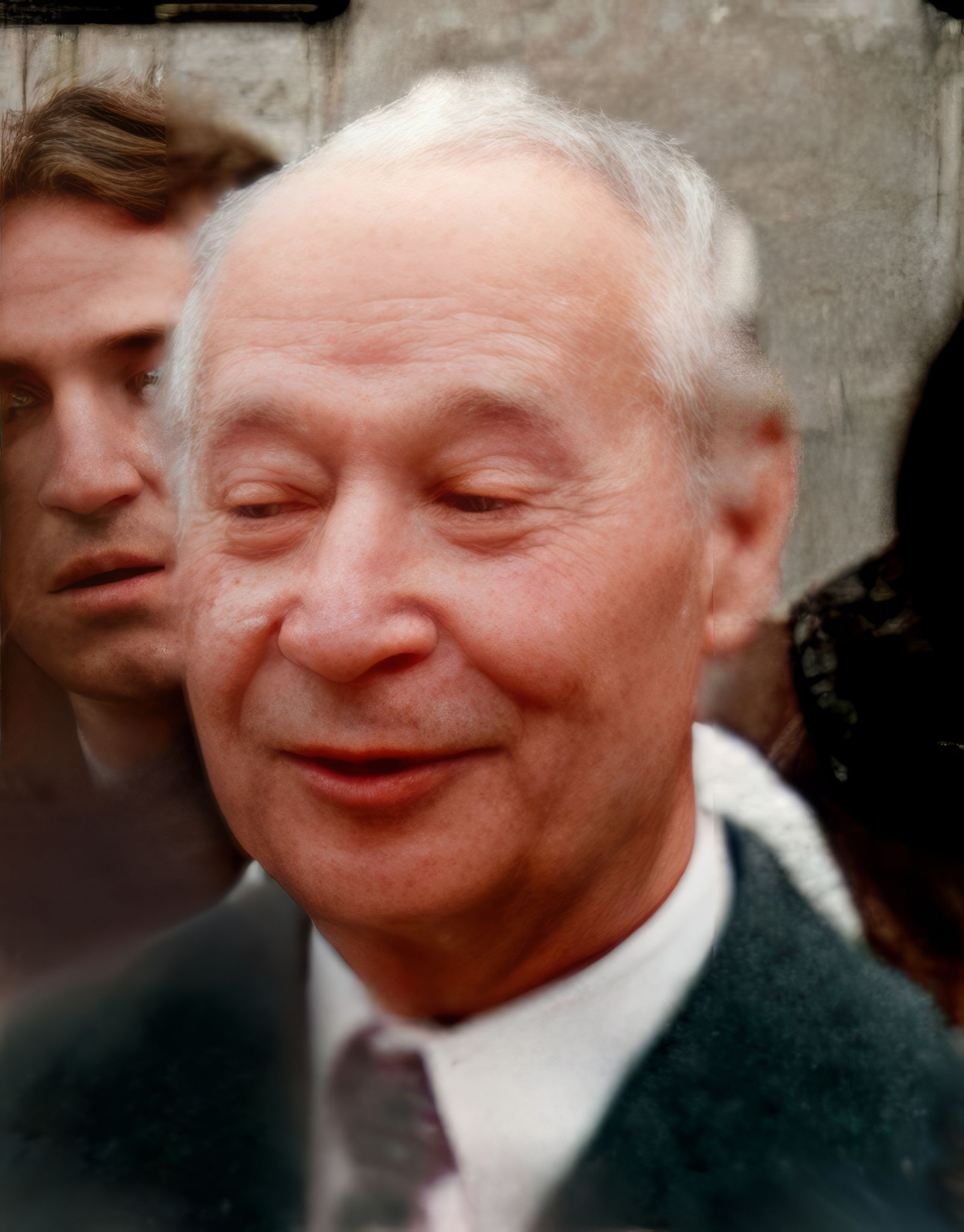
Alexander Dubček w 1989 roku

Wszystkie te wydarzenia i zaostrzająca się walka pomiędzy dogmatycznymi i reformatorskimi kręgami w partii doprowadziły wreszcie do zmiany na stanowisku I sekretarza KC KPCz, do której doszło na posiedzeniu KC KPCz 4 stycznia 1968 r. Od 5 stycznia 1968 r. nowym przywódcą KPCz został (z poparciem Breżniewa) dotychczasowy pierwszy sekretarz Komitetu Centralnego Komunistycznej Partii Słowacji Alexander Dubček. Novotný na razie zachował mniej ważne stanowisko prezydenta państwa.

### Początek praskiej wiosny
Już po kilku tygodniach stało się jasne, że rezultatem tych wewnątrzpartyjnych walk będą głębokie zmiany nie tylko w partii, lecz w całym społeczeństwie. W przemówieniu wygłoszonym w lutym w 20. rocznicę przewrotu komunistycznego Dubček ogłosił konieczność zmian w życiu społecznym i gospodarczym kraju i przyznał, że w rządach partii komunistycznej dochodziło do wypaczeń. Również inni czołowi działacze komunistyczni i ludzie kultury (m.in. Josef Smrkovský, Gustáv Husák, Zdeněk Mlynář, Eduard Goldstücker) zaczęli publicznie krytykować swoich poprzedników. Doprowadziło to do coraz śmielszego poruszania tematów białych plam w powojennej historii Czechosłowacji, a także problemów współczesności w mediach (chociaż cenzurę formalnie zniesiono dopiero 26 czerwca). 22 marca pod naciskiem opinii publicznej Novotný ustąpił ze stanowiska prezydenta Czechosłowacji, w jego miejsce 30 marca Zgromadzenie Narodowe wybrało bohatera wojennego Ludvíka Svobodę.

### Reorganizacja rządu. Reformy

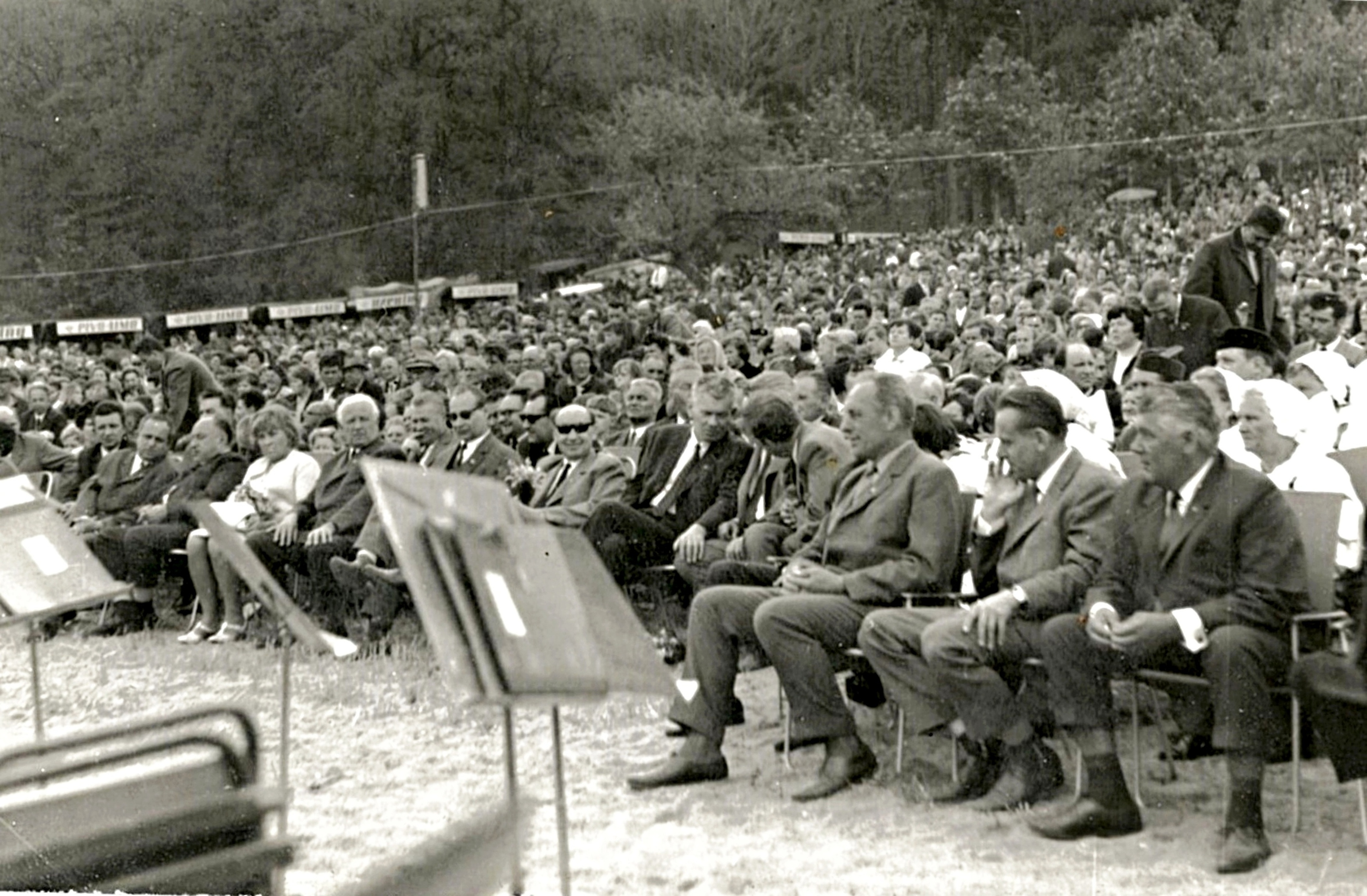
Uroczyste zgromadzenie na górze Říp 10 maja 1968 roku. W środku pierwszego rzędu siedzą przywódcy Praskiej Wiosny: prezydent Czechosłowacji Ludvík Svoboda, Alexander Dubček, Čestmír Císař, Oldřich Černík i Josef Smrkovský.

Zaraz potem na początku kwietnia dokonano zmian w rządzie. Premierem został Oldřich Černík. Gorącymi zwolennikami reform byli też wspomniany Ota Šik, mianowany teraz wicepremierem odpowiedzialnym za zmiany gospodarcze, i Josef Pavel, minister spraw wewnętrznych. W partii komunistycznej opracowano zatwierdzony przez KC KPCz „Program działania”, który wytyczał główne kierunki zmian. Nie zamierzano zlikwidować gospodarki socjalistycznej, lecz wprowadzić do niej elementy rynkowe, z liberalizacją cen i większym nastawieniem gospodarki na dobra konsumpcyjne, daniem większej samodzielności przedsiębiorstwom i umożliwieniem samorządom pracowniczym współudziału w podejmowaniu decyzji w zarządzaniu zakładami pracy. Pod względem gospodarczym zmiany te mogły upodobnić Czechosłowację do Jugosławii.
W dziedzinie polityki w zamierzeniach reformatorów Komunistyczna Partia Czechosłowacji miała zachować swoją kierowniczą rolę, miała przy tym jednak zrezygnować z wszechwładnego kierowania wszystkimi aspektami życia gospodarczego i społecznego, które powinny przejść do zakresu kompetencji rządu poddanemu kontroli przez parlament. Sama partia miała stać się bardziej pluralistyczną i oddziaływać w społeczeństwie jako „naturalny autorytet”. Koncepcje te określano ogólnie jako „socjalizm z ludzką twarzą”. Liberalizacja obejmowała również zwiększenie wolności prasy, wolności słowa, swobody przemieszczenia się, ograniczenie władzy tajnej policji, a także potencjalne wycofanie się z Układu Warszawskiego.

### Odrodzenie społeczeństwa obywatelskiego
Chociaż reformy praskiej wiosny zostały zainicjowane przez warstwę rządzącą, zostały szybko podchwycone przez ogół społeczeństwa. Organizowano demonstracje i spotkania, domagano się większej wolności dla wyznań religijnych i partii niekomunistycznych, pod naciskiem społeczeństwa otwarto granice, zrehabilitowano też osoby bezprawnie skazane po 1948 r. Pod koniec marca w Pradze założono Klub 231 (K 231), którego nazwa pochodziła od pozycji, pod którą w Dzienniku Ustaw w 1948 r. opublikowano ustawę o ochronie państwa, w oparciu o którą wytaczano procesy przeciwnikom politycznym. Klub stawiał sobie za zadanie obronę interesów byłych więźniów politycznych i dążenie do ich jak najszybszej rehabilitacji. Komitety Klubu działały w całej Czechosłowacji, chęć członkostwa w nim zgłosiło 80 000 osób. 5 kwietnia założono też Klub Zaangażowanych Bezpartyjnych (Klub angažovaných nestraníkov, KAN) skupiający osoby zainteresowane rozwojem demokracji, a nienależące do KPCz i innych partii. Klub ten zamierzał wystawić swoich kandydatów w wyborach samorządowych i do Zgromadzenia Narodowego. Cechą charakterystyczną praskiej wiosny było to akceptował system w zreformowanej i bardziej niezależnej od Moskwy postaci. Tylko nieliczni wykraczali poza dogmaty kierowniczej roli partii komunistycznej, jak późniejszy prezydent Czech Václav Havel, który w artykule opublikowanym 4 kwietnia 1968 r. na łamach pisma Literárni listy odrzucał koncepcję opozycji jako partnerstwa i domagał się utworzenia niezależnej partii chadeckiej. Próbowano też odtwarzać dawne partie. W innym artykule w czasopiśmie „Student” Ivan Sviták, postulował wskrzeszenie partii socjaldemokratycznej, która po lutym 1948 r. została połączona z partią komunistyczną. Działania te stawały się coraz bardziej kłopotliwe i niebezpieczne dla rządzącej KPCz. Coraz wyraźniej było widoczne, że zapoczątkowana budowa „socjalizmu z ludzką twarzą” może zakończyć się obaleniem ustroju socjalistycznego i coraz jaśniejsze stawało się, że z taką perspektywą nie pogodzi się Związek Radziecki.

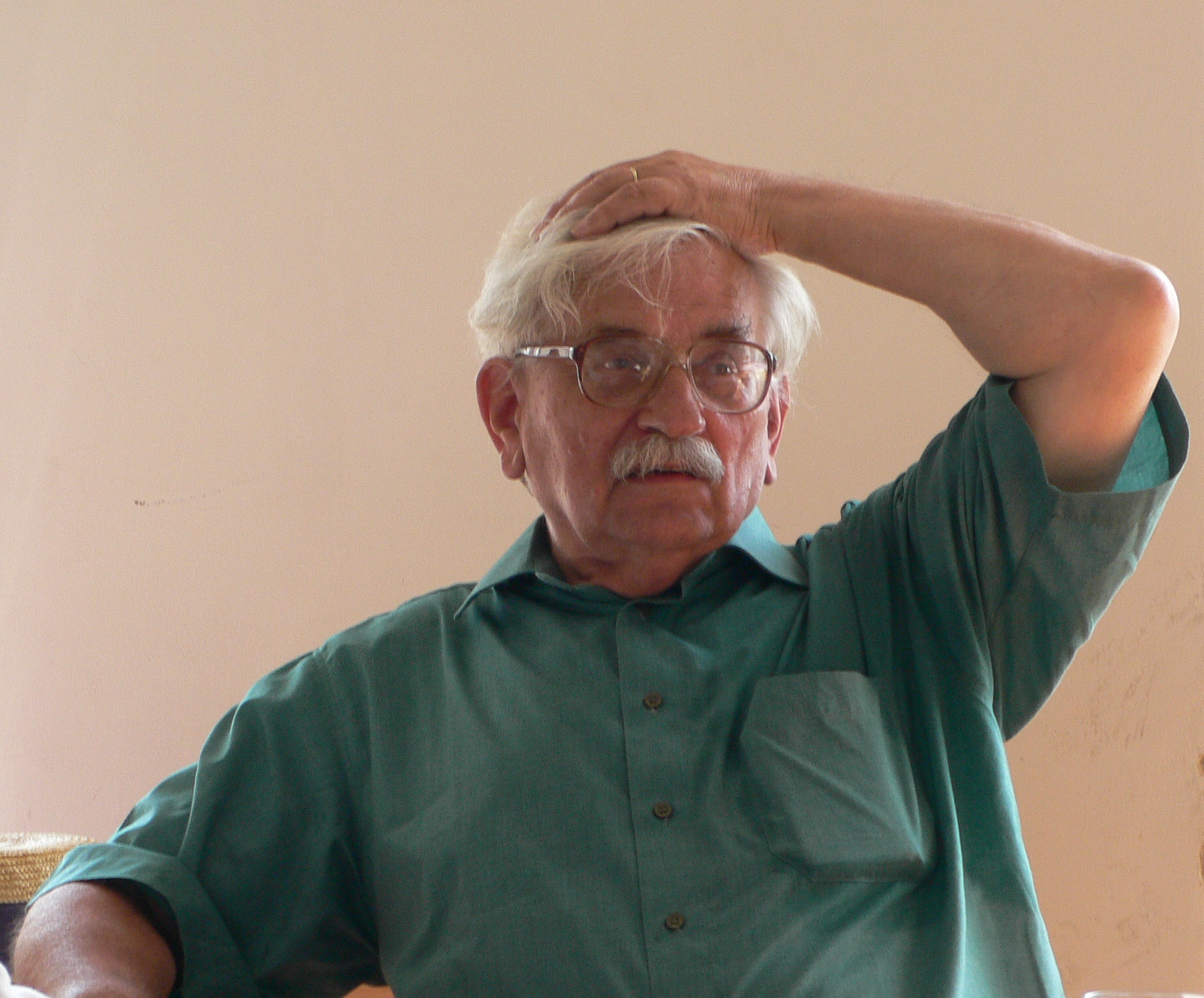
Ludvík Vaculík, autor petycji Dwa tysiące słów, zdjęcie z 2006 r.

Szczególnie kłopotliwa okazała się petycja Dwa tysiące słów, napisana przez Ludvíka Vaculíka z inicjatywy pracowników Czechosłowackiej Akademii Nauk i później podpisana przez wiele znaczących osobistości ze świata polityki i kultury. Petycja, która po raz pierwszy została opublikowana 27 czerwca w czasopiśmie Literárni listy, wyrażała zaniepokojenie utrzymującą się obecnością „betonu partyjnego” w KPCz i nawoływała do jeszcze większego pogłębienia reform poprzez aktywne uczestnictwo społeczeństwa, wyrażające się nawet poprzez strajki i demonstracje. Kierownictwo KPCz odrzuciło petycję, pogłębiła ona jednak zaniepokojenie Związku Radzieckiego rozwojem sytuacji.

## Reakcja Związku Radzieckiego

### Pierwsze reakcje państw Układu Warszawskiego

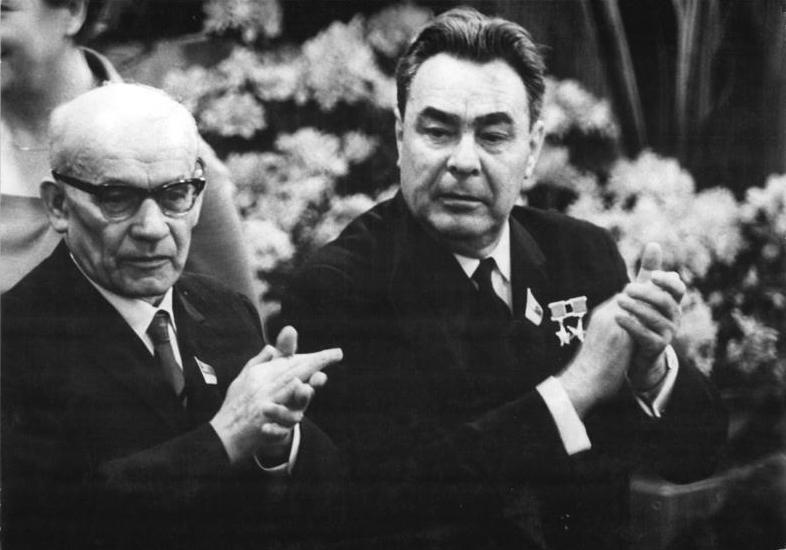
Władysław Gomułka i Leonid Breżniew na VII zjeździe NSPJ w Berlinie w 1967 – na rok przed praską wiosną

Początkowe poparcie Moskwy dla Dubčeka znikło bardzo szybko, kiedy zorientowano się, w jakim kierunku zmierzają reformy w Czechosłowacji. Już 23 marca w Dreźnie na spotkaniu przedstawicieli partii komunistycznych i rządów Czechosłowacji, ZSRR, NRD, Węgier, Bułgarii i Polski na określenie sytuacji w CSRS padło słowo „kontrrewolucja”. Przeciwko reformom szczególnie ostro występowali Walter Ulbricht, przywódca Niemieckiej Socjalistycznej Partii Jedności z NRD i Władysław Gomułka, który w tym czasie musiał zmagać się z protestami studenckimi i ogólnym kryzysem politycznym podczas marca 1968 we własnym kraju. Powszechne wtedy w Polsce hasła „Polska czeka na Dubčeka” czy „Czekamy na swego Dubčeka” stanowiły bezpośrednie zagrożenie dla rządzącej komunistycznej nomenklatury.
Kolejne spotkania „warszawskiej piątki”, tym razem już bez udziału Czechosłowacji, miały miejsce w maju i czerwcu. Od 18 czerwca do 2 lipca na terenie Czechosłowacji przeprowadzono ćwiczenia wojsk Układu Warszawskiego pod kryptonimem „Szumawa”, które były elementem nacisku na przywódców KPCz, a jednocześnie stanowiły przygotowanie do późniejszej inwazji.

### List do kierownictwa KPCz. Doktryna Breżniewa
14 i 15 lipca doszło do narady „piątki” w Warszawie (bez udziału przedstawicieli władz czechosłowackich), po której uczestnicy spotkania wystosowali wspólny list otwarty do KC KPCz, w którym domagali się zwalczania sił opozycyjnych, przywrócenia cenzury, zakazu nowo powstałych organizacji i rozprawienia się ze wszystkimi siłami „wrogimi ustrojowi socjalistycznemu”.
Pewne sformułowania listu zostały później określone mianem doktryny Breżniewa:

Nie było i nie jest naszym zamiarem mieszanie się w kwestie będące wewnętrznymi sprawami Waszej Partii i Waszego Państwa. Nie było i nie jest naszym zamiarem naruszanie zasady respektowania samodzielności i równości w stosunkach pomiędzy partiami komunistycznymi i krajami socjalistycznymi […]. Nie możemy jednak zgodzić się na to, aby wrogie siły zawróciły Wasz kraj z drogi socjalizmu i spowodowały niebezpieczeństwo odłączenia się Czechosłowacji od wspólnoty socjalistycznej. To nie są tylko Wasze sprawy. Są to wspólne sprawy wszystkich partii komunistycznych i robotniczych i wszystkich państw zjednoczonych sojuszem przez współpracę i przyjaźń. Są to wspólne sprawy naszych państw, które zjednoczyły się w Układzie Warszawskim, aby zagwarantować niezależność, pokój i bezpieczeństwo w Europie, aby stawić tamę imperialistycznym siłom agresji i rewanżyzmu.

List, który opublikowano w środkach masowego przekazu, był jednocześnie upublicznieniem konfliktu pomiędzy Moskwą a politykami czechosłowackimi.
Władze czechosłowackie odrzuciły żądania listu, co spowodowało, że na południu Polski i NRD zaczęły gromadzić się wojska, przygotowujące się do interwencji.

### Ostatnie próby politycznego rozwiązania konfliktu
W dniach 29 lipca–2 sierpnia doszło do kolejnej próby politycznego rozwiązania konfliktu. Z inicjatywy Leonida Breżniewa w miejscowości Czerna nad Cisą odbyły się rozmowy radziecko-czechosłowackie, zaraz potem 3 sierpnia w Bratysławie doszło do krótkiego spotkania, na którym obecni byli pozostali członkowie „warszawskiej piątki”: Bułgarii, NRD, Polski i Węgier.
Rezultatami obu spotkań były kompromis, na który zgodził się Breżniew, i tak zwana Deklaracja Bratysławska. Władze czechosłowackie zadeklarowały swoją wierność wobec socjalizmu i wolę pozostania w Układzie Warszawskim, obiecały również poskromić tendencje „antysocjalistyczne” i dążenia do odrodzenia socjaldemokracji oraz skuteczniej kontrolować treści publikowane w prasie. W Deklaracji ponownie zobowiązały się do wierności zasadom marksizmu-leninizmu i zwalczania sił „burżuazyjnych” i „antysocjalistycznych”. Praktycznie rozmowy w Čiernej nad Tisou i Bratysławie niczego jednak nie zmieniły w sytuacji wewnętrznej Czechosłowacji, rosła za to determinacja w społeczeństwie. 27 lipca Literárni listy opublikowały Orędzie obywateli do władz KPCz pisarza Pavla Kohouta, w którym nawoływano władze do przyjęcia stanowczej postawy wobec żądań radzieckich. Pod orędziem w krótkim czasie podpisało się ponad milion osób.

## Interwencja wojsk Układu Warszawskiego

### Wkroczenie wojsk do Czechosłowacji
Wreszcie władze radzieckie postanowiły rozwiązać problem siłą. Ostateczna decyzja o wprowadzeniu wojsk pięciu państw Układu Warszawskiego na terytorium Czechosłowacji zapadła podczas posiedzenia ścisłego kierownictwa KC KPZR w dniach 15–17 sierpnia 1968 r. W nocy z 20 na 21 sierpnia 1968 r. rozpoczęła się operacja Dunaj – ponad 600 tysięcy żołnierzy radzieckich, polskich, węgierskich, bułgarskich i wschodnioniemieckich wkroczyło do Czechosłowacji (udział armii NRD ograniczył się do ok. 30 żołnierzy jednostki łączności w sztabie armii inwazyjnej).
Pretekstem do inwazji był niepodpisany list opublikowany w radzieckiej prasie, w którym rzekomo czechosłowaccy przywódcy zwracali się do Kremla o niezwłoczną pomoc, łącznie z użyciem sił zbrojnych. List ten początkowo uważano za fałszerstwo, na początku lat 90. władze Rosji przekazały jednak prezydentowi Václavovi Havlovi kopię listu, który, jak się okazało, został podpisany przez Vasyla Bilaka, Oldřicha Švestkę, Drahomíra Koldera, Aloisa Indrę i Antonina Kapkę, reprezentujących stalinowskie skrzydło w KPCz.

### Protesty przeciwko interwencji

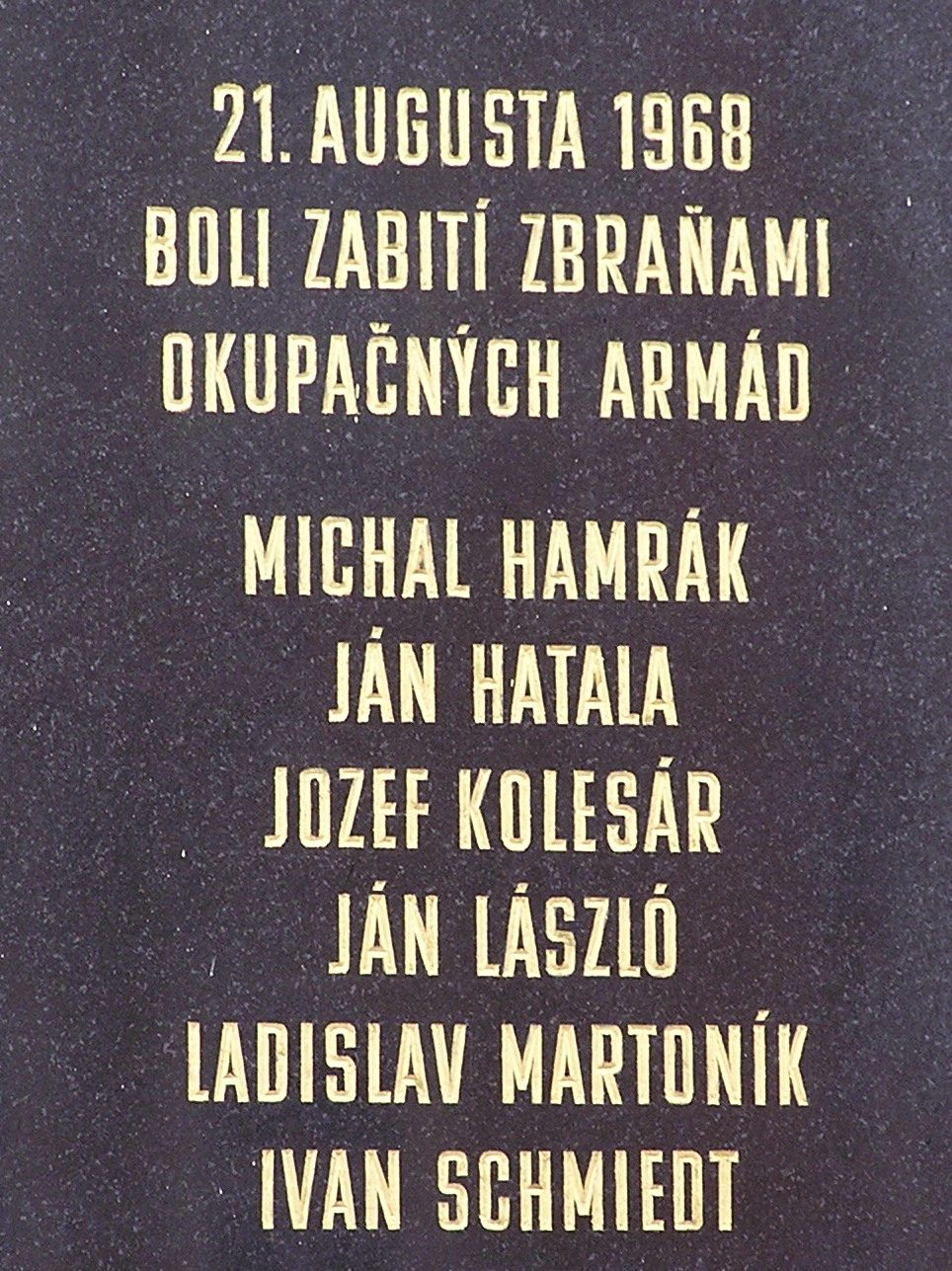
Tablica upamiętniająca ofiary inwazji w Koszycach na Słowacji

Alexander Dubček i inni wysocy rangą funkcjonariusze partii i rządu w nocy 20 sierpnia zostali aresztowani i wywiezieni do Moskwy. Prezydent Ludvík Svoboda w przemówieniu radiowym wezwał naród do zachowania spokoju. KPCz zdecydowała nie stawiać zbrojnego oporu, nie zapobiegło to jednak ofiarom śmiertelnym na skutek spontanicznego oporu społeczeństwa. Już pierwszego dnia okupacji zginęło 48 osób (w tym 15 podczas obrony budynku radia); w sumie do końca 1968 r. inwazja pochłonęła 108 ofiar.
W przeciwieństwie do Węgier w 1956 r. nie udało się natomiast zainstalować żadnego rządu kolaboracyjnego. Przywódcy partii i państwa formalnie nadal pozostawali przy władzy. KC KPCz i inne organy partii i państwa natychmiast potępiły interwencję. W trybie pilnym na 22 sierpnia zwołano nadzwyczajny XIV zjazd KPCz, który odbył się w ukryciu przed siłami okupacyjnymi w zakładzie ČKD w Vysočanach. Na zjeździe wyrażono ostry sprzeciw przeciw inwazji i wezwano do godzinnego strajku powszechnego na 23 sierpnia. Ze wszystkich funkcji usunięto też kolaborantów próbujących zalegalizować interwencję i w ich miejsce wybrano członków partii nastawionych proreformatorsko.
Ważnym protestem było wydarzenie, jakie miało miejsce w Polsce. Ryszard Siwiec (były żołnierz AK, filozof, księgowy z Przemyśla) protestując przeciwko inwazji na Czechosłowację dokonał 8 września 1968 r. samospalenia w czasie ogólnokrajowych dożynek na Stadionie Dziesięciolecia w Warszawie w obecności szefów partii, dyplomatów i 100 tysięcy widzów. W wyniku doznanych oparzeń zmarł w szpitalu po czterech dniach. Jednak prawda o tym wydarzeniu była przez lata skrzętnie ukrywana przez władze komunistyczne.
Interwencja wywołała też protesty ze strony rządów Jugosławii, Rumunii i Chin oraz ze strony zachodnioeuropejskich partii komunistycznych. Rumunia i Jugosławia udzieliły bezpośredniego wsparcia rządowi Czechosłowacji. Rumunia rządzona przez Nicolae Ceaușescu ponadto w praktyce wycofała się z działań Układu Warszawskiego i zaczęła szukać nowych sojuszników poza blokiem wschodnim w tym bardzo aktywnie pośród państw bloku zachodniego. Ceaușescu w okresie kryzysu czechosłowackiego zdecydował na tworzenie ochotniczych oddziałów mających bronić niepodległości kraju w przypadku zagrożenia radziecką interwencją.

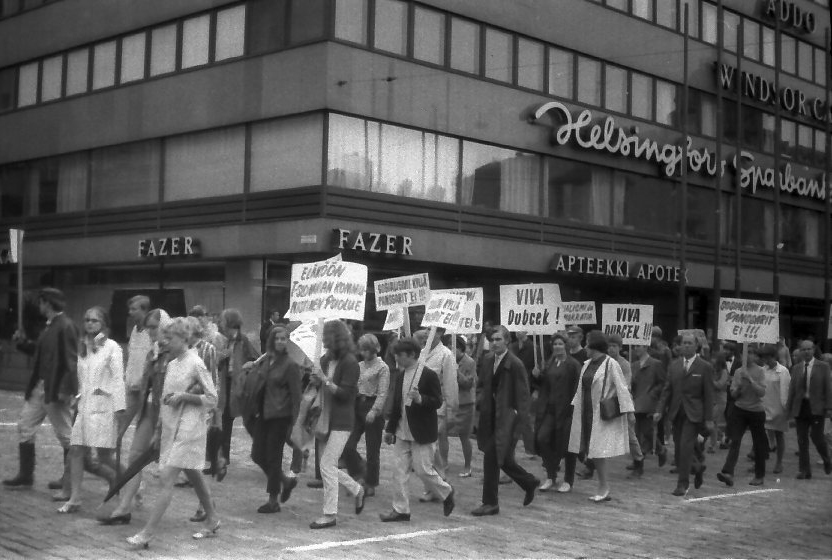
Demonstracja w Helsinkach sprzeciwiająca się inwazji

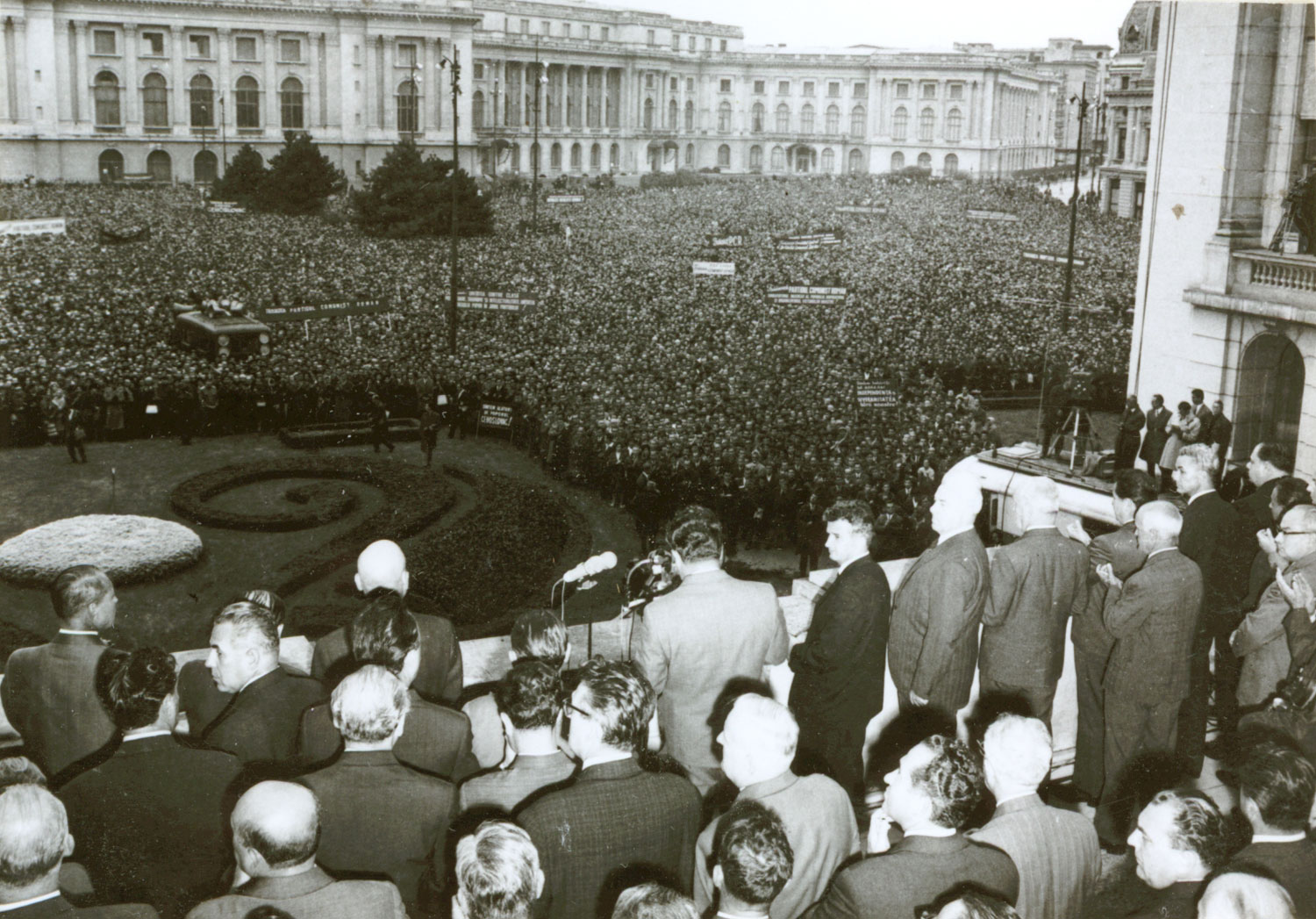
Zorganizowana przez władze Rumunii demonstracja w Bukareszcie 21 sierpnia 1968 r. przeciwko interwencji w Czechosłowacji. Przemawia Nicolae Ceaușescu

### Protokół moskiewski
Tymczasem w Moskwie z inicjatywy prezydenta Svobody 23 sierpnia podjęto rozmowy z aresztowanymi funkcjonariuszami partii i rządu. Ich wynikiem był tajny „protokół moskiewski” podpisany 27 sierpnia. Przywódcy Czechosłowacji zobowiązali się w nim do anulowania zjazdu w Vysočanach i „normalizacji” kraju, polegającej między innymi na usunięciu ze stanowisk niektórych polityków i rozwiązaniu „antysocjalistycznych” organizacji, w zamian za zgodę na pozostanie przy władzy. W praktyce postanowienia protokołu moskiewskiego oznaczały cofnięcie prawie wszystkich reform praskiej wiosny.

### Początek normalizacji
Po powrocie Alexandra Dubčeka i innych przywódców z Moskwy podpisano umowę o czasowej obecności wojsk radzieckich w Czechosłowacji (w przeciwieństwie do NRD czy Polski, do 1968 r. nie stacjonowały one na terenie tego państwa), wznowiono cenzurę, zaczęto też ograniczać wolność zrzeszania się i usuwać ze stanowisk ludzi krytycznych wobec nowej rzeczywistości, jak np. Františka Kriegla (przewodniczącego Centralnego Komitetu Frontu Narodowego, jedynego, który odmówił podpisania protokołu moskiewskiego) i Jiříego Pelikána (kierownika Telewizji Czechosłowackiej).
Wynikiem praskiej wiosny stała się też federalizacja Czechosłowacji, której przeprowadzenie planował też Dubček. Na mocy ustawy z 27 października 1968 r. Słowacja w ramach jednego państwa stała się równoprawnym partnerem Czech. Kreml pragnął w ten sposób pozyskać społeczeństwo słowackie i odwrócić jego uwagę od zniweczonych reform.

### Dalsze protesty. Samospalenie Jana Palacha
Interwencja państw Układu Warszawskiego nie oznaczała natychmiastowego złamania dążeń społeczeństwa czechosłowackiego. Protesty społeczne przeciwko stłumieniu praskiej wiosny trwały aż do połowy 1969 r. Demonstracje przeciwko obecności radzieckich wojsk miały miejsce np. w rocznicę powstania Czechosłowacji 28 października i w rocznicę rewolucji październikowej. Protesty te były brutalnie tłumione przez siły bezpieczeństwa.
Symbolem protestu przeciwko inwazji stało się też samospalenie Jana Palacha, studenta Uniwersytetu Karola w Pradze, którego dokonał 16 stycznia 1969 r. Pogrzeb Palacha (który zmarł trzy dni później na skutek odniesionych ran) 25 stycznia stał się wielką demonstracją z udziałem 100 tysięcy osób w obronie wolności.

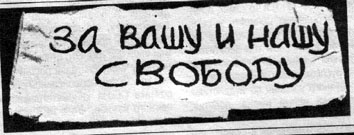
Transparent z napisem „Za waszą i naszą wolność” pochodzący z demonstracji dysydentów radzieckich na placu Czerwonym w Moskwie 25 sierpnia 1968 roku

Do demonstracji doszło też 21 i 28 marca po zwycięstwie reprezentacji Czechosłowacji w hokeju na lodzie nad drużyną Związku Radzieckiego na mistrzostwach świata w Szwecji. Zaatakowano wtedy m.in. budynek Aerofłotu w Pradze. Zamieszki te posłużyły za pretekst do usunięcia 17 kwietnia 1969 r. Alexandra Dubčeka ze stanowiska I sekretarza KPCz (później „zesłano” go w charakterze ambasadora na placówkę dyplomatyczną w Turcji). Nowym przywódcą partii komunistycznej został Gustáv Husák, który od sierpnia 1968 r. był pierwszym sekretarzem Komunistycznej Partii Słowacji.

### Ostateczne stłumienie praskiej wiosny
Oznaczało to ostateczne zniweczenie owoców praskiej wiosny. Ponownie zaostrzono cenzurę, rozwiązano szereg niezależnych organizacji. Brutalnie stłumiono demonstracje w pierwszą rocznicę okupacji w sierpniu 1969 r., do których doszło m.in. w Pradze, Brnie i Libercu (ich skutkiem było 5 ofiar śmiertelnych). 22 sierpnia 1969 r. Zgromadzenie Narodowe uchwaliło akty prawne o „środkach doraźnych koniecznych dla umocnienia i ochrony porządku publicznego”, które stały się narzędziem tłumienia opozycji. W wyniku czystek tysiące ludzi wyrzucano z pracy, wielu emigrowało, niektórzy działacze zostali uwięzieni. Społeczeństwo wycofało się w sferę życia prywatnego i pogrążyło się w politycznym letargu, który trwał przez kolejne 20 lat aż do aksamitnej rewolucji w 1989 r.

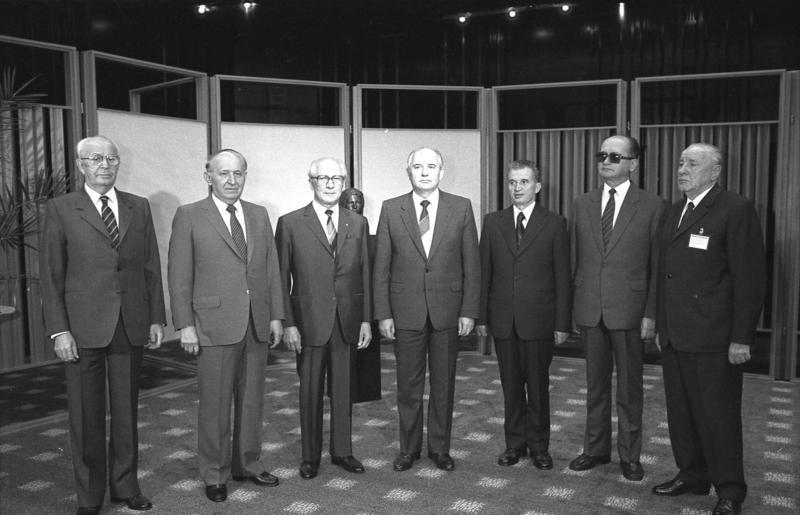
Spotkanie przywódców Układu Warszawskiego w ostatnich latach istnienia bloku (1987 r.). Od lewej stoją Gustáv Husák, Todor Żiwkow, Erich Honecker, Michaił Gorbaczow, Nicolae Ceaușescu, Wojciech Jaruzelski, János Kádár